# Tighe Dombrowski
Tighe Dombrowski, född 4 mars 1982 i West Allis i Wisconsin, är en amerikansk fotbollsspelare (försvarare). Dombrowski har representerat San Jose Earthquakes i Major League Soccer (2004-2005) och IK Sirius i Division I Norra och Superettan 2006-2007. I Siriuströjan noterades Dombrowski för 55 matcher och 6 mål och var under den tiden klubbens enda heltidsproffs.